# 印毅俊
印毅俊（1983年9月8日—），出生于上海市杨浦区，身高1米84，是一名已退役的中华人民共和国皮划艇靜水运动员，四歲時學游泳，十四歲改練皮劃艇。曾奪得全國青年賽季軍，上海市運會冠軍，全國運動會會冠軍，亞運會季軍，亞錦賽冠軍，並代表中國隊出戰2004年夏季奥林匹克运动会。2008年退役後成為上海市公安局徐汇分局斜土路派出所一名中華人民共和國人民警察。其妻子是一名小學老師。